# James McTeigue
James McTeigue, né le 29 décembre 1967 à Tauranga en Nouvelle-Zélande, est un réalisateur australien, qui a réalisé V pour Vendetta.

## Biographie
Né le 29 décembre 1967 à Tauranga, James McTeigue grandit à Sydney.
Il travaille d'abord comme assistant réalisateur à partir du début des années 1990, en Australie puis aux États-Unis. Il est par exemple le collaborateur d'Alex Proyas, John Hillcoat, George Lucas (sur Star Wars, épisode II), ou encore les Wachowski.
Sa rencontre avec les Wachowski, dont il est le premier assistant sur Matrix et ses deux suites, est déterminante. En 2006, il sort son premier film en tant que réalisateur, V pour Vendetta, d'après un scénario des Wachowski qui produisent également le film.
Son deuxième long métrage, Ninja Assassin, sort en 2009 ; les Wachowski sont à nouveau à la production.
En 2015, il participe au tournage de la série Sense8, coécrite par les Wachowski, pour laquelle il réalise les scènes se déroulant au Mexique et en Inde, même s'il n'est officiellement crédité que pour deux épisodes de la première saison.
En 2020, il réalise dix épisodes de la série Messiah et participe aussi à la production.

## Filmographie

### En tant que réalisateur
- 2006 : V pour Vendetta (V for Vendetta)
- 2007 : Invasion (The Invasion) d'Oliver Hirschbiegel (participation non créditée - tournage de scènes supplémentaires)
- 2009 : Ninja Assassin
- 2012 : L'Ombre du mal (The Raven)
- 2015 : Survivor
- 2015 : Sense8 (série télévisée), 2 épisodes
- 2018 : Breaking In
- 2020 : Messiah (série télévisée) - 10 épisodes

### En tant que premier assistant réalisateur
- 1997 : Big Sky (en) (série télévisée)
- 1999 : Matrix (The Matrix) des Wachowski
- 2000 : Looking for Alibrandi (en) de Kate Woods (en)
- 2000 : Cercle intime (The Monkey's Mask) de Samantha Lang
- 2002 : Star Wars, épisode II : L'Attaque des clones (Star Wars: Episode II - Attack of the Clones) de George Lucas
- 2003 : Matrix Reloaded (The Matrix Reloaded) des Wachowski
- 2003 : Matrix Revolutions (The Matrix Revolutions) des Wachowski

### En tant que second assistant réalisateur
- 1994 : Country Life de Michael Blakemore (en)
- 1994 : Cody: The Tipoff (en) (téléfilm) d'Andrew Prowse (en)
- 1996 : La Bête (The Beast) (mini-série) de Jeff Bleckner
- 1996 : To Have and to Hold de John Hillcoat
- 1997 : Paradise Road de Bruce Beresford
- 1997 : Le Puits (The Well) de Samantha Lang
- 1998 : Dark City d'Alex Proyas
- 1998 : The Sugar Factory (en) de Robert Carter

### En tant que troisième assistant réalisateur
- 1991 : The Girl Who Came Late (en) de Kathy Mueller
- 1994 : Absolom 2022 (No Escape) de Martin Campbell
- 1994 : Street Fighter de Steven E. de Souza